# Serrat de Baladret
El Serrat de Baladret és una muntanya de 1.425 metres que es troba al municipi de Llívia, a la comarca de la Baixa Cerdanya.